# Vpád do Španěl
Vpád do Španěl (asi 1320, L'Entrée d'Espagne) je frankoitalský středověký hrdinský epos, řazený mezi tzv. chansons de geste. Tvoří jakýsi prolog k Písni o Rolandovi, a je proto řazen Královského cyklu. Jako autor je někdy uváděn Giovanni da Nono z Padovy.
Píseň je dochována v jediném rukopise, uloženém v italské národní knihovně Biblioteca Marciana. Je založena na tzv. Turpinově kronice (Historia Karoli Magni), svým obsahem se blíží rytířskému románu a Rolanda zobrazuje téměř jako potulného rytíře. Tím se píseň stala předlohou pro pozdější italské eposy, jako je anonymní La Spagna, Pulciho Morgante, Boiardův Orlando Innamorato (Zamilovaný Roland) nebo Orlando Furioso (Zuřivý Roland) od Ludovica Ariosta.

## Obsah písně
Píseň začíná vstupem armády Karla Velikého do Španělska a pokračuje ličením jeho četných bitev se Saracény. Při obléhání saracénské pevnosti Nájera se Rolandovi podaří v třídenním souboji zabít obra Ferraguse a pak bez vědomí císaře tuto pevnost dobýt. Projevuje při tom přílišnou krutost, což vyvolá císařův hněv. Císař dokonce Rolanda udeří do tváře. Roland se rozhodne opustit císařskou armádu a odjet do Svaté země a do Persie. Zde prožívá celou řadu dobrodružství jako potulný rytíř a stane se dokonce poradcem perského šáha. Když jej zastihne posle s žádostí císaře, aby mu byl nápomocen, vrací se do Španělska. Při svém návratu se setká s poustevníkem, který ho varuje, že bude zabit po dobytí Pamplony. Ve francouzském táboře nabídne císař Rolandovi španělskou korunu, ale Roland ji odmítá s tím, že si přeje strávit zbývající roky života službou svému císaři.